# Dégrad des Cannes

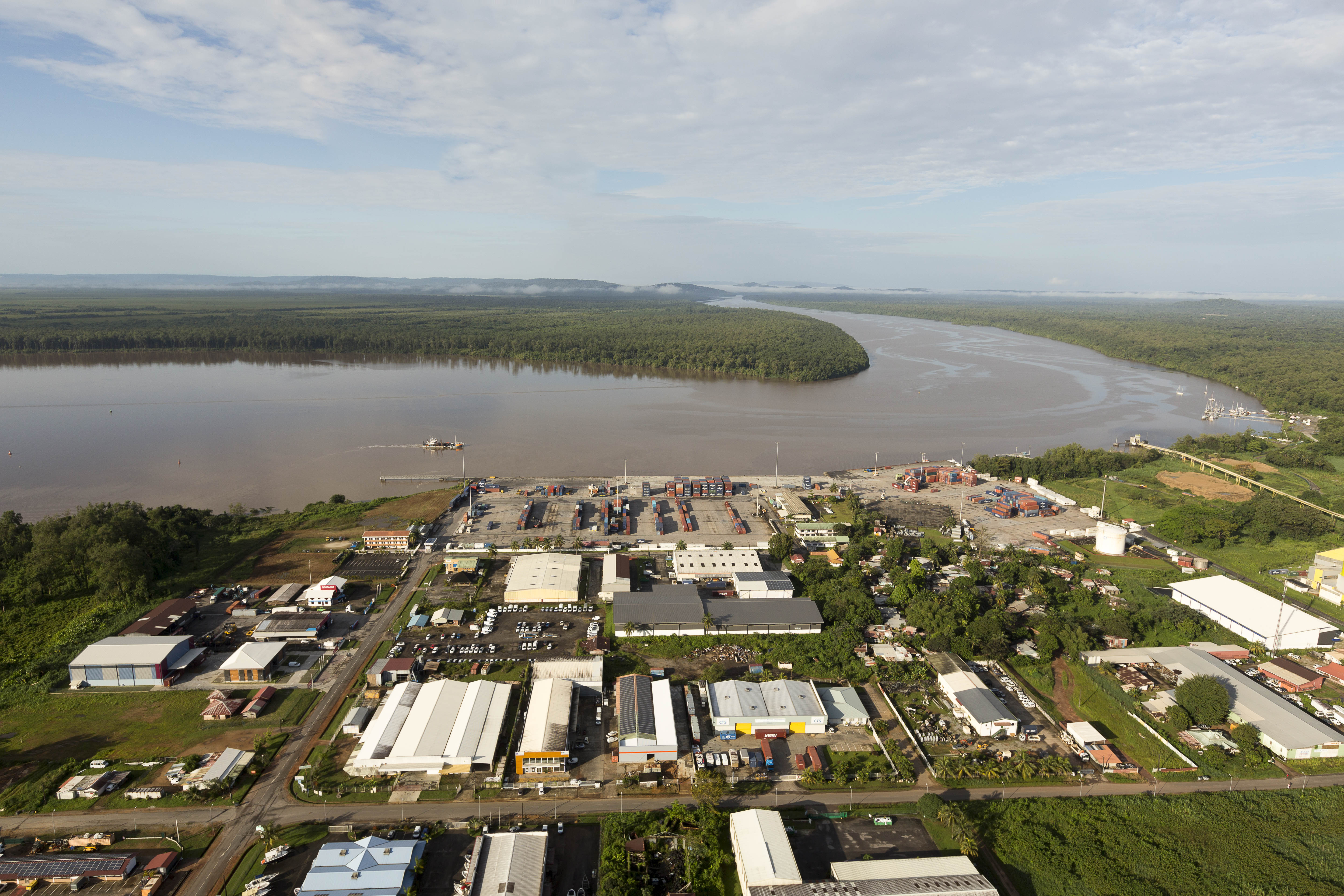
Fotografia aérea do Dégrad des Cannes.

Dégrad des Cannes é o principal porto do Departamentos de ultramar francês  da Guiana Francesa, aberto ao Caribe, está localizado no estuário do rio Mahury.
Praticamente toda a importação e exportação da Guiana Francesa passam por este porto, construído em 1969 em substituição ao porto Caiena que estava congestionado, sem dar conta do tráfego moderno. Também serve como base naval para a Marinha Nacional da França no Caribe.
4° 51′ 16,56″ S, 52° 16′ 28,2″ O